# وانی
وانی (به گرجی: ვანი) شهری در استان ایمرتی گرجستان است. جمعیت این شهر طبق سرشماری سال ۲۰۰۹ میلادی ۴٬۶۰۰ نفر بوده‌است.